# Rainer Stenius
Rainer Konrad Stenius, född 19 mars 1943 i Helsingfors, Finland, död 2014, var en finlandssvensk doktor i idrottsvetenskap och före detta friidrottare som i mitten på 1960-talet var Finlands främsta manliga längdhoppare. Den 6 maj 1966 satte han i Los Angeles i USA ett nytt finländskt rekord i längdhopp på 816 cm, ett rekord som stod sig i 39 år. Tommi Evilä slog det den 12 augusti 2005 med ett hopp som mätte 818 cm. 
Rainer Stenius längdhopparkarriär tog ett abrupt slut när han drabbades av en svårbotad hälsenesskada (=akilleshälen). Han bodde och studerade då i USA. Efter sin examen vid California State University stannade han kvar i USA fram till 1997, då han återvände till hemlandet. Efter hemkomsten till Finland arbetade han som grentränare för längdhopparna i Finlands Friidrottsförbund r.f.

## Främsta meriter
- 1962 – Silver vid EM i Belgrad
- 1963 – Silver vid NM (Nordiska mästerskapen) i Göteborg
- 1965 – Guld vid NM i Helsingfors
- 1965 – Guld vid FM (Finländska mästerskapen)
- 1965 – Guld vid NCAA-(California State University) inomhusmästerskapen i Detroit, USA
- 1966 – Guld vid NCAA-mästerskapen i Los Angeles
- 1966 – Guld vid FM

## Främsta resultat
- 816 (1) Los Angeles, 6 maj 1966
- 804 (1) Jyväskylä, 7 augusti 1965
- 802 (1) Karhula, 26 augusti 1965
- 802 (1) Mexico City, 15 oktober 1965
- 802 (2) Modesto, 28 maj 1966
- 801 (1) Los Angeles, 16 april 1966
- 800 (1) Los Angeles, 13 maj 1966
- 799 (1) Oslo, 21 augusti 1965